# 三木集团
福建三木集团股份有限公司 （深交所：000632）是中国深圳证券交易所的一家上市公司，主营业务范围为综合类。
2011年，该公司主营业务收入为4453578647.39元，公司净利润为11379378.69元，公司总资产为3759903649.52元。